# 蜂矢真郷
蜂矢 真郷（はちや まさと、1946年8月26日 - ）は、日本の国語学者、大阪大学名誉教授、中部大学特任教授。

## 人物
岐阜県生まれ。1969年京都大学文学部国語国文学科卒業。1974年同志社大学大学院文学研究科修士課程修了。親和女子大学専任講師、同助教授、帝塚山学院大学助教授、奈良女子大学文学部助教授、大阪大学文学部助教授、教授。1996年「国語重複語の語構成論的研究」で大阪大学文学博士。1998年新村出賞受賞。2010年定年退任、名誉教授、中部大学教授。

## 著書
- 『国語重複語の語構成論的研究』塙書房 1998
- 『国語派生語の語構成論的研究』塙書房 2010
- 『古代語の謎を解く』大阪大学出版会 阪大リーブル 2010
- 『古代語形容詞の研究』清文堂出版、2014

## 参考
- 蜂矢真郷教授略歴 (蜂矢真郷教授退休記念 国語学特輯)  語文 2010-02
- [ISBN　978-4-8273-0115-1]
- 『現代日本人名録』2002年
- 中部大学